# Townsendia gracilis
Townsendia gracilis är en tvåvingeart som beskrevs av Martin 1966. Townsendia gracilis ingår i släktet Townsendia och familjen rovflugor. Inga underarter finns listade i Catalogue of Life.